# Zisterzienserinnenabtei Maagdendaal

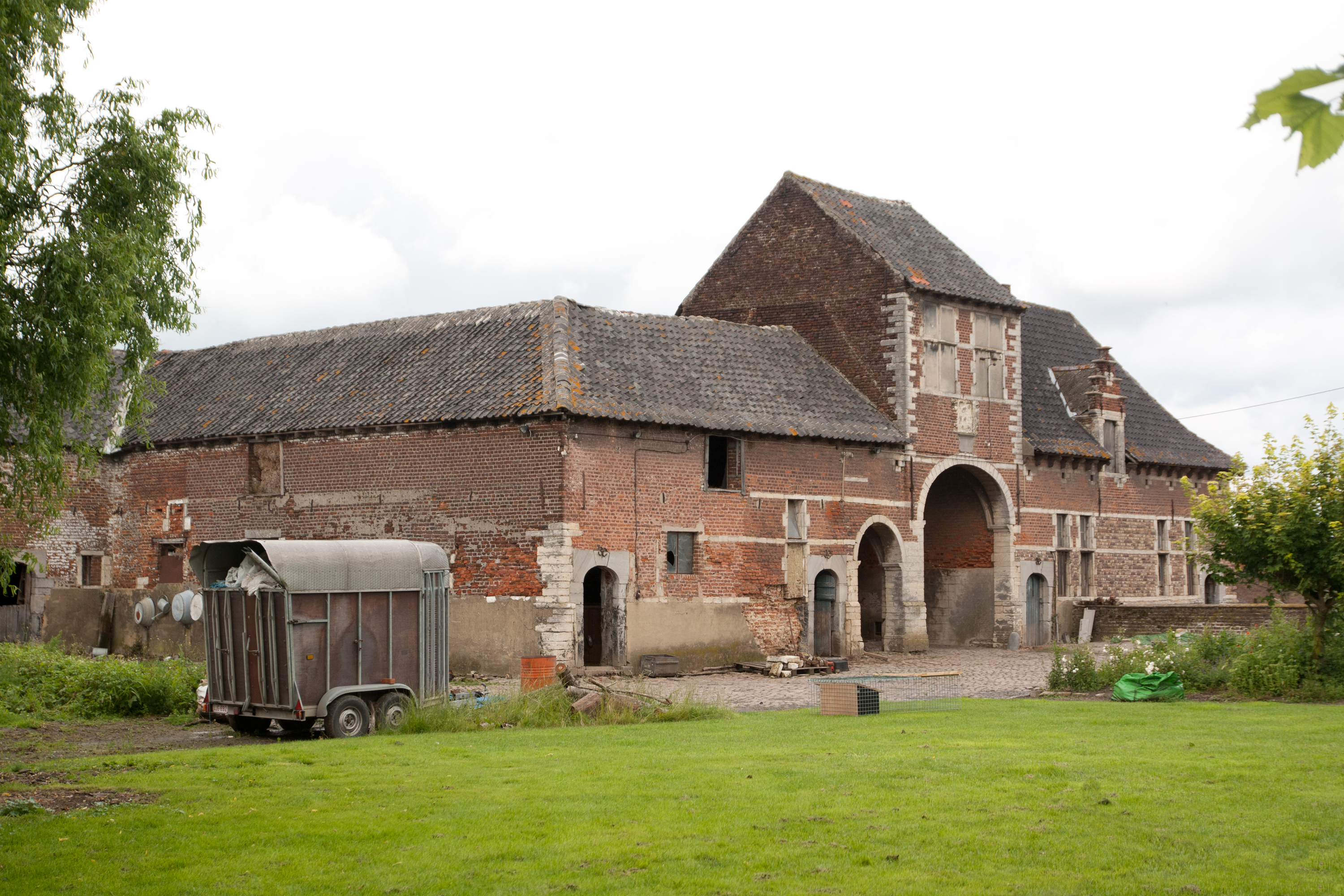
Abteihof

Die Zisterzienserinnenabtei Maagdendaal (auch: Maegdendael oder Maagdendal)  war von 1215 bis 1796  ein Kloster der Zisterzienserinnen in Oplinter, heute: Tienen, Provinz Flämisch-Brabant, Erzbistum Mecheln-Brüssel in Belgien. Sie ist nicht zu verwechseln mit der Zisterzienserinnenabtei Maagdendale in Oudenaarde.

## Geschichte
Bartholomäus  von Tienen (1163–1250), Vater der Mystikerin Beatrijs von Nazareth, baute von 1215 bis 1219 unweit des Flusses Grote Gete in Oplinter das Kloster Maagdendaal (Tal der Jungfrauen, auch: Monasterium Lintrense), das mit Nonnen der Zisterzienserinnenabtei La Ramée besiedelt wurde. Von 1221 bis 1236 gehörte Beatrijs zur Klostergemeinschaft und schrieb hier in flämischer Sprache ihr mystisches Werk Seven manieren van minne (Sieben Stufen der Liebe). Im Laufe seiner Geschichte wurde das Kloster mehrfach verwüstet, dann durch die Französische Revolution geschlossen und abgebaut. An Resten existiert der Abteihof mit einem monumentalen Portalhaus.